# Kevin Young
Kevin Curtis Young (Watts, Kalifornija, 16. rujna 1966. - ) bivši je američki atletičar.
Olimpijski je pobjednik, svjetski prvak i svjetski rekorder u disciplini 400 metara s preponama.
Na Olimpijskim igrama u Seoulu, 1988. godine, zauzima četvrto mjesto u finalu discipline 400 m prepone, da bi četiri godine kasnije, na OI u Barceloni 1992. godine, osvojio zlatnu olimpijsku medalju u toj disciplini, postavivši pri tom u finalu, i danas važeći svjetski rekord: 46,78 sekundi.
Iduće, 1993. godine, na  Svjetskom prvenstvu u Stuttgartu, postaje svjetski prvak na 400 m s preponama, s "nešto skromnijih" 47,18 s. 
Tim svjetskim rekordom, s Igara u Barceloni, on je postao (i ostao) jedini atletičar u povijesti koji je trčao 400 metara s preponama ispod 47 sekundi, čime je srušio svjetski rekord (47,02 iz 1983.) svog legendarnog prethodnika Edwina Mosesa, a tih 46,78 s i danas je važeći, i nedodirljivi, svjetski rekord u toj disciplini.
Zahvaljujući tom fantastičnom svjetskom rekordu, koji je i dan-danas nedostižan za sve trkače na 400 m prepone (veliki je uspjeh kada netko istrči čak i ispod 48 sekundi), Kevin Young je u izboru specijaliziranog i renomiranog američkog magazina "Track & Field News" proglašen najboljim atletičarem svijeta za 1992. godinu, da bi, čak, u izboru agencije "United Press International" ("United Press International Athlete of the Year Award") proglašen i za najboljeg sportaša svijeta u 1992. godini. 